# کارول سوویدرسکی
کارول سوویدرسکی (انگلیسی: Karol Świderski؛ زادهٔ ۲۳ ژانویهٔ ۱۹۹۷) بازیکن فوتبال اهل لهستان است.
از باشگاه‌هایی که در آن بازی کرده‌است می‌توان به باشگاه فوتبال یاگلونیا بیاویستوک اشاره کرد.
وی همچنین در تیم‌های ملی فوتبال زیر ۲۰ سال لهستان، زیر ۲۱ سال لهستان، و لهستان بازی کرده‌است.